# Böjtös János
Böjtös János (1924. szeptember 27. – ?) magyar labdarúgó, csatár.

## Pályafutása
1951 és 1953 között a Szegedi Honvéd labdarúgója volt. Az élvonalban 1951. március 4-én mutatkozott be a Bp. Honvéd ellen, ahol csapata 5–1-es vereséget szenvedett. A Szegedi Honvéd megszűnése után a Szegedi Haladás játékosa lett, ahol 1957-ig játszott. Összesen 101 élvonalbeli mérkőzésen lépett pályára és 11 gólt szerzett. 1957 nyarán a Szegedi VSE játékosa lett.